# عدم الاستخدام الأول (استراتيجية)

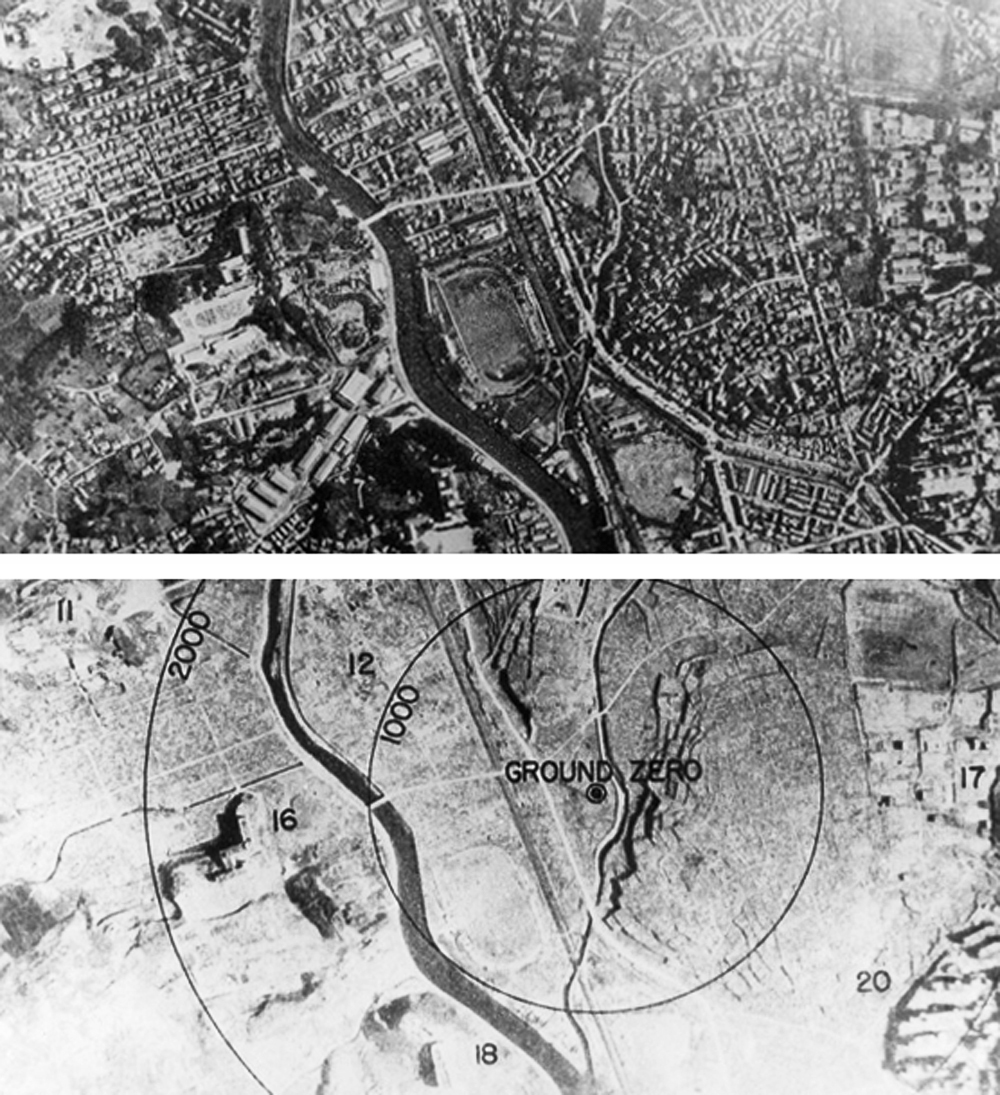
ناغازاكي قبل وبعد التفجير.

عدم الاستخدام الأول هي تعهد أو سياسة من قبل قوة نووية بعدم استخدام الأسلحة النووية كوسيلة للحرب إلا إذا هاجمها الخصم أولاً باستخدام الأسلحة النووية وتم تطبيق المفهوم على الحرب الكيميائية والبيولوجية.
أعلنت الصين سياستها في عام 1964 وإلى الآن حافظت على هذه السياسة وقد صرحت الهند بسياستها بعدم الاستخدام الأول للأسلحة النووية في عام 2003.
رفضت منظمة حلف شمال الأطلسي كثيرا الدعوات إلى تبني سياسة الضربة الأولى معتبرة أن الضربة النووية الوقائية هي خيار رئيسي من أجل الحصول على رادع موثوق به يمكن أن يعوض عن التفوق الساحق للأسلحة التقليدية الذي يتمتع به الجيش الروسي. في عام 1993 أسقطت روسيا تعهداً بعدم استخدام الأسلحة النووية لأول مرة بعد عام 1982 من قبل ليونيد بريجنيف. في عام 2000 ذكرت عقيدة عسكرية روسية أن روسيا تحتفظ بحقها في استخدام الأسلحة النووية «رداً على عدوان تقليدي واسع النطاق».

## الدول التي تعهدت بعدم الاستخدام الأول

### الصين
كانت الصين أول دولة تقترح وتتعهد باتباع سياسة عدم الاستخدام الأول عندما اكتسبت قدرات نووية لأول مرة في عام 1964، قائلةً «لن نكون أول من يستخدم الأسلحة النووية في أي وقت أو تحت أي ظرف من الظروف». قررت الصين خلال الحرب الباردة إبقاء حجم ترسانتها النووية صغيرًا، بدلًا من التنافس في سباق تسلح دولي مع الولايات المتحدة الأمريكية والاتحاد السوفيتي. أكدت الصين مرارًا وتكرارًا سياسة عدم الاستخدام الأول في الأعوام الأخيرة، وفعلت ذلك أيضًا في الأعوام 2005 و2008 و2009 ومرة أخرى في عام 2011. كما دعت الصين الولايات المتحدة باستمرار إلى تبني سياسة عدم الاستخدام الأول والوصول إلى اتفاق على المستوى الثنائي مع الصين، وإبرام اتفاق بين الدول الخمس الحائزة على الأسلحة النووية. وقد رفضت الولايات المتحدة الأمريكية هذه الدعوات مرارًا وتكرارًا.

### الهند
تبنت الهند سياسة عدم الاستخدام الأول بعد تجاربها النووية الثانية التي سميت (عملية بوخران الثانية) في عام 1998. أصدرت الحكومة الهندية في أغسطس / آب عام 1999 مسودة قانون أكدّت من خلاله على أنّ الأسلحة النووية هي فقط للردع وأنّ الهند ستتبع سياسة الانتقام فقط. وأكدت الوثيقة أيضًا أن الهند «لن تكون أول من يبدأ ضربة نووية، ولكنها سترد في حال فشل الردع» وأن قرارات استخدام الأسلحة النووية ستتخذ من قبل رئيس الوزراء أو من يعيّنهم. وعلى الرغم من تصاعد التوترات بين الهند وباكستان في عامي 2001 و2002 ظلّت الهند ملتزمة بسياسة عدم الاستخدام النووي وفقا للمؤسسة الوطنية لتطوير البحوث. تطور الهند عقيدة نووية تقوم على مبدأ «الحد الأدنى من الردع».
غير مستشار الأمن القومي الهندي شيفشانكار مينون في خطاب ألقاه في كلية الدفاع الوطني في 21 أكتوبر / تشرين الأول عام 2010 الصياغة من عدم الاستخدام الأول إلى عدم الاستخدام الأول ضد الدول غير الحائزة للأسلحة النووية، ولكن قال البعض بأنه لم يكن تغييرًا جوهريًا ولكنه «خطأ مطبعي غير مقصود في نص الخطاب.» أكّد رئيس الوزراء مودي قبل الانتخابات العامة الأخيرة التزامه بسياسة عدم الاستخدام الأول. أكد منظم المجلس الاستشاري للأمن القومي شيام ساران في أبريل / نيسان عام 2013 أنه بغض النظر عن حجم الهجوم النووي على الهند سواء كان سلاحًا نوويًا تكتيكيًا أو سلاحًا نوويًا استراتيجيًا سوف ترد الهند على نطاق واسع. كان كلامه ردًا على التقارير التي تفيد بأن باكستان طورت سلاحًا نوويًا في محاولة لإلغاء تبني الهند لمبدأ عدم الاستخدام الأول. انتقد وزير الدفاع الهندي مانوهار باريكار في 10 نوفمبر / تشرين الثاني عام 2016 سياسة عدم الاستخدام الأول للهند وتساءل لماذا يجب على الهند تقييد نفسها وهي قوة نووية مسؤولة. وأوضح أن ذلك كان رأيه الشخصي.
قال وزير الدفاع الهندي راجناث سينغ متحدثًا في ذكرى وفاة رئيس الوزراء السابق أتال بيهاري فاجبايي: «إنّ سياسة عدم الاستخدام الأول للهند قد تتغير تبعا للظروف».

## الدول التي تعهدت باستخدام الأسلحة النووية بشكل دفاعي فقط
قالت باكستان وروسيا والمملكة المتحدة والولايات المتحدة الأمريكية وفرنسا إنّها لن تستخدم الأسلحة النووية ضد الدول النووية أو غير النووية إلا في حالة الغزو أو أي هجوم على أراضيها أو على أراضي دولة حليفة. افترضت الاستراتيجية العسكرية التاريخية للناتو بالنظر إلى التفوق العددي للقوات التقليدية في حلف وارسو أنّ الأسلحة النووية التكتيكية يجب أن تستخدم لهزيمة الغزو السوفيتي.
اقترحت ألمانيا في قمة الناتو السادسة عشر في أبريل / نيسان عام 1999 أن يتبنى الناتو سياسة عدم الاستخدام الأول، ولكن رفض الاقتراح.

### روسيا
تصف روسيا مذهبها العسكري بأكمله بأنه عقيدة عسكرية دفاعية. وتحتفظ بالحق في استخدام الأسلحة النووية:
- ردًا على استخدام الأسلحة النووية وغيرها من أسلحة الدمار الشامل ضدها أو ضد حلفائها.
- في حالة العدوان على روسيا باستخدام الأسلحة التقليدية حين يهدد العدوان وجود الدولة نفسها.[19]

يمثل ذلك العقيدة العسكرية الجديدة لعام 2014.

### المملكة المتحدة
صرّح وزير الدفاع جيف هون في مارس / آذار عام 2002 أن المملكة المتحدة مستعدة لاستخدام الأسلحة النووية ضد الدول المارقة مثل العراق إذا استخدمت أسلحة الدمار الشامل ضد القوات البريطانية في هذا المجال. أعيدت صياغة هذه السياسة في فبراير / شباط عام 2003. أكد وزير الدفاع ميخائيل فالون في أبريل / نيسان عام 2017 أنّ المملكة المتحدة ستستخدم الأسلحة النووية بضربة أولية وقائية في الظروف الحرجة. صرّح فالون أمام البرلمان أنّ المملكة المتحدة لا تتبنى سياسة الاستخدام الأول أو عدم الاستخدام الأول في الأسلحة النووية الخاصة بها حتى لا يعرف خصومها متى ستشن المملكة المتحدة ضربات نووية.

### الولايات المتحدة الأمريكية
رفضت الولايات المتحدة تبني سياسة عدم الاستخدام الأول وتقول إنها تحتفظ بحق استخدام الأسلحة النووية أولاً في حالة النزاع. تغير مبدأ الولايات المتحدة الأمريكية لاستخدام الأسلحة النووية مؤخرًا في مراجعة الوضع النووي الذي صدر في 6 أبريل / نيسان عام 2010. قللت مراجعة الوضع النووي لعام 2010 من دور الأسلحة النووية الأمريكية: «الدور الأساسي للأسلحة النووية الأمريكية والتي ستبقى موجودة طالما توجد أسلحة نووية أخرى هو ردع الهجوم النووي على الولايات المتحدة وحلفائها.» تضمن عقيدة الولايات المتحدة أيضًا للدول الأخرى ما يلي: «لن تستخدم الولايات المتحدة الأمريكية أو تهدد باستخدام الأسلحة النووية ضد الدول غير الحائزة على الأسلحة النووية والمشاركة في معاهدة حظر انتشار الأسلحة النووية».
لن تستخدم الولايات المتحدة الأسلحة النووية ضد الدول الحاصلة على الضمان ردًا على أي هجوم كيميائي أو بيولوجي، ولكنها تقول إنّ المسؤولين عن هذا الهجوم سيخضعون للمساءلة وسيواجهون احتمال الرد العسكري التقليدي المدمر. حتى بالنسبة للدول غير الحاصلة على الضمان فإن الولايات المتحدة الأمريكية لن تفكر في استخدام الأسلحة النووية إلا في الظروف القاسية للدفاع عن المصالح الحيوية للولايات المتحدة الأمريكية أو حلفائها. ذكر بيان مراجعة الموقف النووي أيضا: «من مصلحة الولايات المتحدة الأمريكية ومصلحة جميع الدول الأخرى تمديد السجل التاريخي لعدم استخدام السلاح النووي لفترة 65 عامًا إلى الأبد.»

### باكستان
حذر وزير الخارجية الباكستاني شمشاد أحمد من أنه في حال غزو باكستان أو مهاجمتها فإنها ستستخدم أي سلاح في ترسانتها للدفاع عن نفسها.
ترفض باكستان تبني مبدأ عدم الاستخدام الأول وتشير إلى أنها ستطلق أسلحة نووية حتى لو لم يستخدم الطرف الآخر هذه الأسلحة أولاً. إن الموقف النووي غير الثابت لباكستان له تأثير كبير على قدرة الهند على الانتقام، كما توضح في أزمات عامي 2001 و2008 عندما نفذت بعض الجهات الفاعلة الخارجة عن الدولة هجمات إرهابية فتاكة على الهند وواجهتها الهند بمجرد رد خفيف نسبيًا. صرح متحدث عسكري بأن «تهديد باكستان باستخدامها السلاح النووي في البداية يمنع الهند من التفكير بجدية في الضربات العسكرية التقليدية.
دافع مستشار الأمن القومي الباكستاني سارتاج عزيز عن سياسة الاستخدام الأول. صرّح عزيز إنّ عقيدة الاستخدام الأول هي أمر رادع تمامًا. وأوضح أنه كان فعالاً بعد هجوم البرلمان الهندي عام 2001 وذكر أنه في حال تبني باكستان سياسة عدم الاستخدام الأول لنشبت هناك حرب كبيرة بين البلدين.

### إسرائيل
لا تؤكد إسرائيل ولا تنفي امتلاكها أسلحة نووية رسميًّا، ويعتقد الكثيرون أنها تمتلكها. إنّ موقفها الغامض يجعلها في موقف صعب لأن إصدار بيان تتعهد فيه بعدم الاستخدام الأول يؤكد امتلاكها للأسلحة النووية.
قالت إسرائيل إنها «لن تكون أول دولة في الشرق الأوسط تدخل أسلحة نووية بشكل رسمي في المنطقة».